# Daniel Tătar
Daniel Vasile Tătar (sinh ngày 21 tháng 10 năm 1987, Blaj) là một cầu thủ bóng đá người România thi đấu cho Hermannstadt. Anh có trận đấu đầu tiên tại Liga I cho CSU Voința Sibiu trước Astra Ploiești.